# Dieu est avec toi, Gringo
Pour plus de détails, voir Fiche technique et Distribution.
Dieu est avec toi, Gringo (Vayas con dios, Gringo) est un western spaghetti sorti en 1966, réalisé par Edoardo Mulargia (sous le pseudonyme d’Edward G. Muller).

## Synopsis
Les frères Cris tuent le frère de Gringo et l'accusent d'homicide, lui et son camarade. Mieux : ils enlèvent Carmen pendant que tous deux sont en prison.

## Fiche technique
- Titre français : Dieu est avec toi, Gringo
- Titre original italien : Vayas con dios, gringo
- Titre original espagnol : Vete con Dios, gringo[1]
- Genre : Western spaghetti
- Réalisateur : Edoardo Mulargia (sous le pseudo d'Edward G. Muller)
- Scénario : Edoardo Mulargia (sous le pseudo d'Edward G. Muller), Vincenzo Musolino (sous le pseudo de Gleen Vincent Davis)
- Production : Vincenzo Musolino
- Photographie : Ugo Brunelli
- Montage : Enzo Alabiso
- Musique : Felice Di Stefano
- Décors : Alfredo Montori
- Costumes : Maria Luisa Calantrucci
- Maquillage : Lucia La Porta
- Année de sortie : 1966
- Durée : 79 minutes
- Format d'image : 2.39:1
- Pays :  Italie,  Espagne
- Distribution en Italie : Indipendenti Regionali
- Date de sortie en salle en France : 26 juillet 1968[1]

## Distribution
- Glenn Saxson : Gringo
- Lucretia Love : Carmen
- Aldo Berti : Bill
- Ignazio Spalla (sous le pseudo de Pedro Sanchez) : Mexico
- Livio Lorenzon : Don Pedro
- Pasquale Simeoli (sous le pseudo de Mark Steven) : Smith
- Spartaco Battisti : Jack
- Vincenzo Musolino (sous le pseudo de Bill Jackson) : Raymond
- Armando Guarnieri : shérif McDonald